# Igor Nikołajew
Igor Jurjewicz Nikołajew (ros. Игорь Юрьевич Николаев; ur. 17 stycznia 1960 w Chołmsku) – rosyjski kompozytor, producent muzyczny i piosenkarz, uhonorowany tytułem Zasłużonego Działacza Sztuk Federacji Rosyjskiej (2001). Ukończył Moskiewski Instytut Kultury (1980). Był mężem i producentem Nataszy Korolowej. Od 25 września 2010 roku jest żonaty z Julią Proskuriakową, ma córkę Wieronikę (08.10.2015). W 2003 roku wstąpił do partii Jedna Rosja.